# 吉田酒造
吉田酒造は、福井県吉田郡の酒類製造・販売業者。
代表銘柄は『白龍（はくりゅう）』である。

## 概要
志比の庄北島村で酒造りを営んでいた佐藤家から白龍を引継ぎ創業。
地酒とは地元産の米を使ってこそ地酒ではないかと、米作りから始まる一貫した酒作りにこだわっている。

## 沿革
- 1806年 創業。

## 銘柄
大吟醸
- 白龍
- 白龍 斗瓶囲い
- 白龍 無濾過原酒
- 白龍 生貯蔵酒

純米大吟醸
- 白龍
- 漫々

純米吟醸
- 純米吟醸 古酒

純米酒
- 白龍

吟醸
- 幻蔵

純米
- てきてき

生貯蔵酒
- 生貯蔵酒

本醸造・普通酒
- 本醸造 白龍
- 上撰 白龍
- 金印 白龍
- 懐古酒 旭泉

新酒しぼりたて
- 新酒しぼりたて 無濾過生原酒 純米大吟醸
- 新酒しぼりたて 無濾過生原酒 純米
- 新酒しぼりたて 無濾過生原酒 純米

ひやおろし
- 冷やおろし 吟醸
- 冷やおろし 純米
- 冷やおろし 純米吟醸

## 受賞歴
- 1994年から2001年まで 南部杜氏自醸清酒鑑評会 優等賞
- 1994年、2000年、2001年 金沢国税局 清酒鑑評会 金賞
- 2001年 全国新酒鑑評会 金賞
- 2004年、2005年 福井県杜氏組合 純米吟醸の部 技術賞
- 2005年 福井県杜氏組合 純米の部 技術賞